# Eugène Chaboud

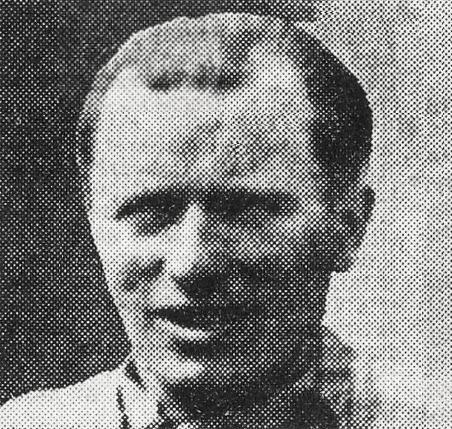
Eugène Chaboud

Marius Eugène Chaboud (Lyon, 12 april 1907 – Montfermeil, 28 december 1983) was een Frans Formule 1-coureur. Hij reed in 1950 en 1951 drie Grands Prix voor het team Talbot-Lago. Hij won in 1938 samen met Jean Trémoulet de 24 uur van Le Mans.